# Alberto Mesirca
Alberto Mesirca (né en 1984 à Galliera Veneta) est un guitariste et enseignant de musique classique italien.

## Biographie
Petit-fils de l'écrivain padouan Giuseppe Mesirca, lauréat du prix Campiello, il obtient son diplôme au conservatoire de Castelfranco Veneto (professeur: Granfranco Volpato) avec le score le plus élevé, summa cum laude et la mention d'honneur. Ensuite, il intègre la Musikakademie de Cassel (professeur : Wolfgang Lendle) et obtient le diplôme de concertiste avec la mention d'honneur.
Il remporte la «Guitare d'or» au meeting international de guitare d'Alexandrie, «Pittaluga» (membre de la WFIMC) en 2007 pour le meilleur enregistrement de l'année («Ikonostas», MAP), en 2009 du «Meilleur jeune guitariste de l'année”  et en 2013 pour le meilleur enregistrement de l'année (“ British Guitar Music ”, Paladino Music OG). Il est nommé «Jeune artiste de l'année» au Festival d'Aalborg, au Danemark, et «Étoile montante» au Festival «Gitarre Wien» à Vienne. Les compositeurs Leo Brouwer, Dusan Bogdanovic, Angelo Gilardino, Mario Pagotto lui dédient certaines de leurs compositions, et il effectue les premiers enregistrements d'œuvres de Giulio Regondi, Claudio Ambrosini, Ivan Fedele, Carlo Boccadoro, Frantz Casseus (en collaboration avec Marc Ribot).
Il se produit régulièrement avec Vladimir Mendelssohn, Domenico Nordio, Martin Rummel, Daniel Rowland. Il est nommé responsable des archives musicales de la Bibliothèque nationale d'Istanbul. En 2010, lors des cérémonies du 500e anniversaire de la mort de Giorgione, il publie pour la première fois les Fantasias, auparavant inconnues, de Francesco Canova da Milano, extraits du manuscrit de luth de 1565 de Giovanni Pacalono. Les compositions ont été choisies comme exposition musicale permanente au musée de Giorgione.
En 2009, il est nommé assistant de la classe de guitare du conservatoire de Castelfranco Veneto.

## Discographie sélective
- Domenico Scarlatti (2007, Paladino Music)[6] : Sonate K. 1, 14, 34, 74, 77, 87, 109, 146, 208, 239, 322, 376, 377, 380, 466 et 491.
- Haitian Suite: The Music of Frantz Casséus (2011, Basta)
- Gaspar Sanz, Complete Music for Guitar (2018, Brilliant Classics)